# Кастельнуово-ди-Чева
Кастельнуово-ди-Чева (итал. Castelnuovo di Ceva) — коммуна в Италии, располагается в регионе Пьемонт, в провинции Кунео.
Население составляет 130 человек (2008 г.), плотность населения составляет 22 чел./км². Занимает площадь 6 км². Почтовый индекс — 12070. Телефонный код — 0174.
Покровителем коммуны почитается святой Маврикий, празднование 22 ноября.

## Демография
Динамика населения:

## Администрация коммуны
- Официальный сайт: